# Nic Pizzolatto
Nicholas Austin Pizzolatto (Nueva Orleans, 18 de octubre de 1975), conocido como Nic Pizzolatto, es un escritor, guionista, director y productor estadounidense. Es conocido por crear la serie dramática criminal True Detective (2014-2024).

## Primeros años
Pizzolatto nació en Nueva Orleans y creció en una familia católica de origen italiano, hijo de Nic Pizzolatto Jr., un abogado, y Sheila Sierra. A la edad de cinco años, se mudó con su familia a una zona rural de Lake Charles, Luisiana. Se graduó de la escuela secundaria católica St. Louis en 1993 y se fue de la casa de su familia cuando tenía diecisiete años. Asistió a la Universidad Estatal de Luisiana con una beca de artes visuales y se graduó con una licenciatura en inglés y filosofía. Dejó de escribir tras la muerte de un mentor de escritura y se mudó a Austin, Texas, donde trabajó como barman y escritor técnico durante cuatro años. Más tarde se matriculó en un Máster en Bellas Artes en escritura creativa en la Universidad de Arkansas y recibió la beca Walton en 2003. Se graduó en 2005.

## Carrera
Escribió dos libros y enseñó literatura en la Universidad de Carolina del Norte en Chapel Hill, la Universidad de Chicago y la universidad DePauw antes de dejar la enseñanza en 2010.
Su primera novela, Galveston, fue publicada en 2010 por Scribner. Se la tradujo al francés y se publicó por Éditions Belfond. A su vez publicó en Italia, Hong Kong y Alemania.
En 2012, creó la serie estadounidense True Detective, emitida por el canal de cable HBO desde enero de 2014 y dirigida por Cary Fukunaga. Fue igualmente productor delegado y showrunner de la serie.

## Obra

### Literatura
- 2006: Between Here and the Yellow Sea
- 2010: Galveston

### Series televisivas
- 2011: The Killing
- 2014-2024: True Detective

### Cine
- 2016: Los siete magníficos (escritor)
- 2018: Galveston (escritor)
- 2019: Deadwood: La película (escritor)
- 2021: The Guilty (escritor)
- TBA: Easy's Waltz (escritor y director)

## Distinciones
- 2011: Premio a la primera novela extranjera por Galveston[8]